# Ryan Wright
(en) Statistiques sur pro-football-reference
Ryan Wright (né le 1er juin 2000 à San Ramon dans l'État de la Californie) est un joueur professionnel américain de football américain qui a évolué au poste de punter en National Football League (NFL) depuis 2022. 

## Biographie
Wright sort du lycée comme recrue trois étoiles dans la cuvée de 2018. Il participe à des visites officielles pour les Wildcats de l'Arizona et la Green Wave de Tulane, mais seulement Tulane lui fait une offre officielle. Il s'engage avec cette université le 7 août 2018. Il joue quatre ans avec l'université avant d'être ignoré lors de la draft de 2022.
Invité par les Vikings du Minnesota à leur camp d'entrainement, Wright affronte Jordan Berry pour le poste de punter partant de l'équipe. Il remporte la compétition et les Vikings libèrent Berry, il s'agit de la troisième fois de suite que les Vikings titularisent un nouveau punter pour débuter la saison. Il se distingue dans sa saison recrue avec seulement un touchback et 43,8% de ses punts finissant dans la redzone. Lors de sa deuxième saison, il passe de sixième meilleur à ce chapitre à septième pire, ne mettant que 23,7% des punts dans cette même zone. En réaction à cette régression, les Vikings signe Seth Vernon, une recrue ignorée au repêchage pour faire compétition à Wright. Wright remporte cependant le poste pour 2024.

## Statistiques
| Année  | Équipe               | MJ |                 | Kick off        | Kick off        | Kick off        |                 | Punt            | Punt            | Punt            |
| Année  | Équipe               | MJ | Tentés          | Moy.            | TB              | Tentés          | Yards           | Moy.            |                 |                 |
| 2022   | Vikings du Minnesota | 17 | -               | -               | -               | 73              | 3 457           | 47,4            |                 |                 |
| 2023   | Vikings du Minnesota | 17 | 01              | 47,0            | 0               | 59              | 2 886           | 48,9            |                 |                 |
| 2024   | Vikings du Minnesota | ?  | Saison en cours | Saison en cours | Saison en cours | Saison en cours | Saison en cours | Saison en cours | Saison en cours | Saison en cours |
| Totaux | Totaux               | 35 | 01              | 47,0            | 0               | 136             | 6 511           | 47,9            |                 |                 |

| Année  | Équipe               | MJ |        | Punt  | Punt | Punt |
| Année  | Équipe               | MJ | Tentés | Yards | Moy. |      |
| 2022   | Vikings du Minnesota | 1  | 3      | 164   | 54,7 |      |
| Totaux | Totaux               | 1  | 3      | 164   | 54,7 |      |